# Clare College
Das Clare College ist ein College der Universität Cambridge und nach Peterhouse das zweitälteste College Cambridges. Clare ist bekannt für seinen Kirchenchor, den Choir of Clare College, und für die Gartenanlagen, welche sich im Bereich der Backs in der Nähe des Cam befinden.

## Geschichte

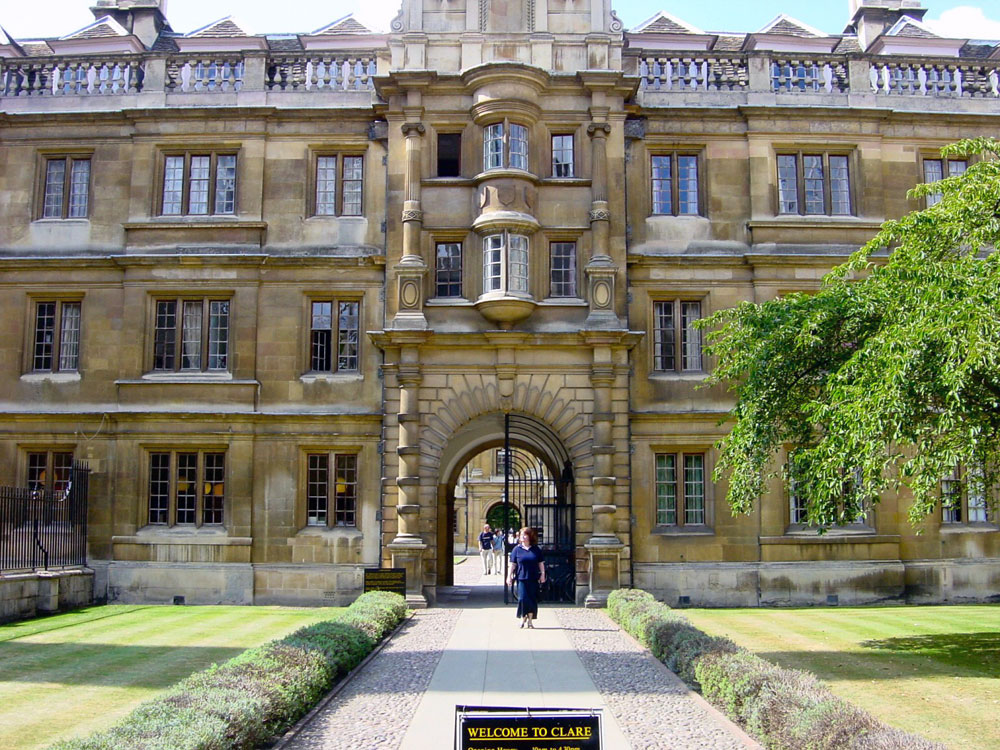
Haupteingang des Colleges zum „Old Court“

Das College wurde 1326 vom damaligen Kanzler der Universität Richard de Badew unter dem Namen „University Hall“ gegründet. Nur mit sehr geringen Mitteln ausgestattet (es konnten nur zwei Fellows bezahlt werden) gelangte das junge College schnell in finanzielle Schwierigkeiten. Durch eine Schenkung von Elizabeth de Clare, einer Enkelin von Edward I., wurde das College 1338 als „Clare Hall“ neu gegründet. Die Mittel reichten nun für zwanzig Fellows und zehn Studenten.
Die Umbenennung von „Clare Hall“ in „Clare College“ erfolgte 1856. Das heutige College Clare Hall wurde erst 1966 als Postgraduierten-College vom Clare College gegründet.
Der „Old Court“, welcher die linke Begrenzung des King’s College bildet, wurde zwischen 1638 und 1715 erbaut, mit einer längeren Unterbrechung während des Englischen Bürgerkriegs. Dieser Zeitraum beinhaltet auch den Einzug des Klassizismus in die Britische Architektur. Diese Veränderung fällt besonders beim Vergleich des ältesten Teils (Nordflügel) des „Old Court“ mit der traditionellen gotischen Architektur und dem im klassischen Stil errichteten südlichen Flügel auf. Die Kapelle des Colleges wurde von James Burrough entworfen und 1763 erbaut. Das Altarbild ist „Mariä Verkündigung“ von Cipriani.

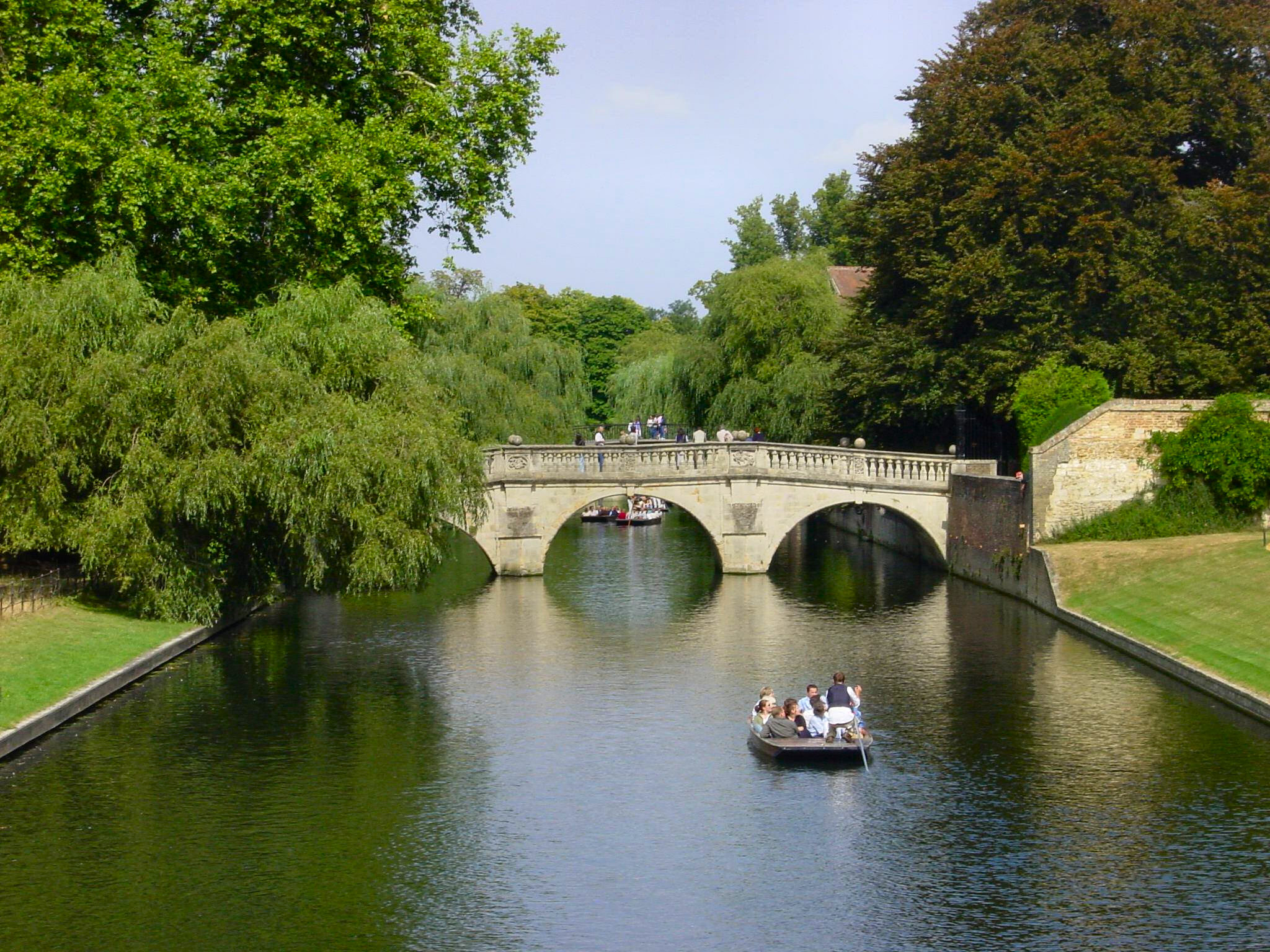
Clare Bridge über die Cam

Die Clare Bridge ist die älteste Brücke Cambridges. Charakteristisch für die schlichte Brücke sind die 14 Steinkugeln, von denen jedoch in einer Kugel ein Ausschnitt fehlt. Der Legende nach soll der Erbauer der Brücke aus Ärger über die nicht vollständige Bezahlung seiner Arbeit das Stück aus der Kugel herausgetrennt haben, um so die Diskrepanz zwischen Arbeit und Bezahlung auszugleichen.
Wahrscheinlicher ist jedoch die Erklärung, dass dieser Fehler nach einer Reparatur der Brücke auftrat. Von Zeit zu Zeit lockern sich die Eisenverbindungen zwischen Kugeln und dem Geländer. Um die Kugeln neu zu befestigen, werden diese heruntergenommen und ein neues Loch für die Verankerung wird gebohrt. Das alte Loch wird dann mit einem passenden Kugelkeil verschlossen.

## Galerie

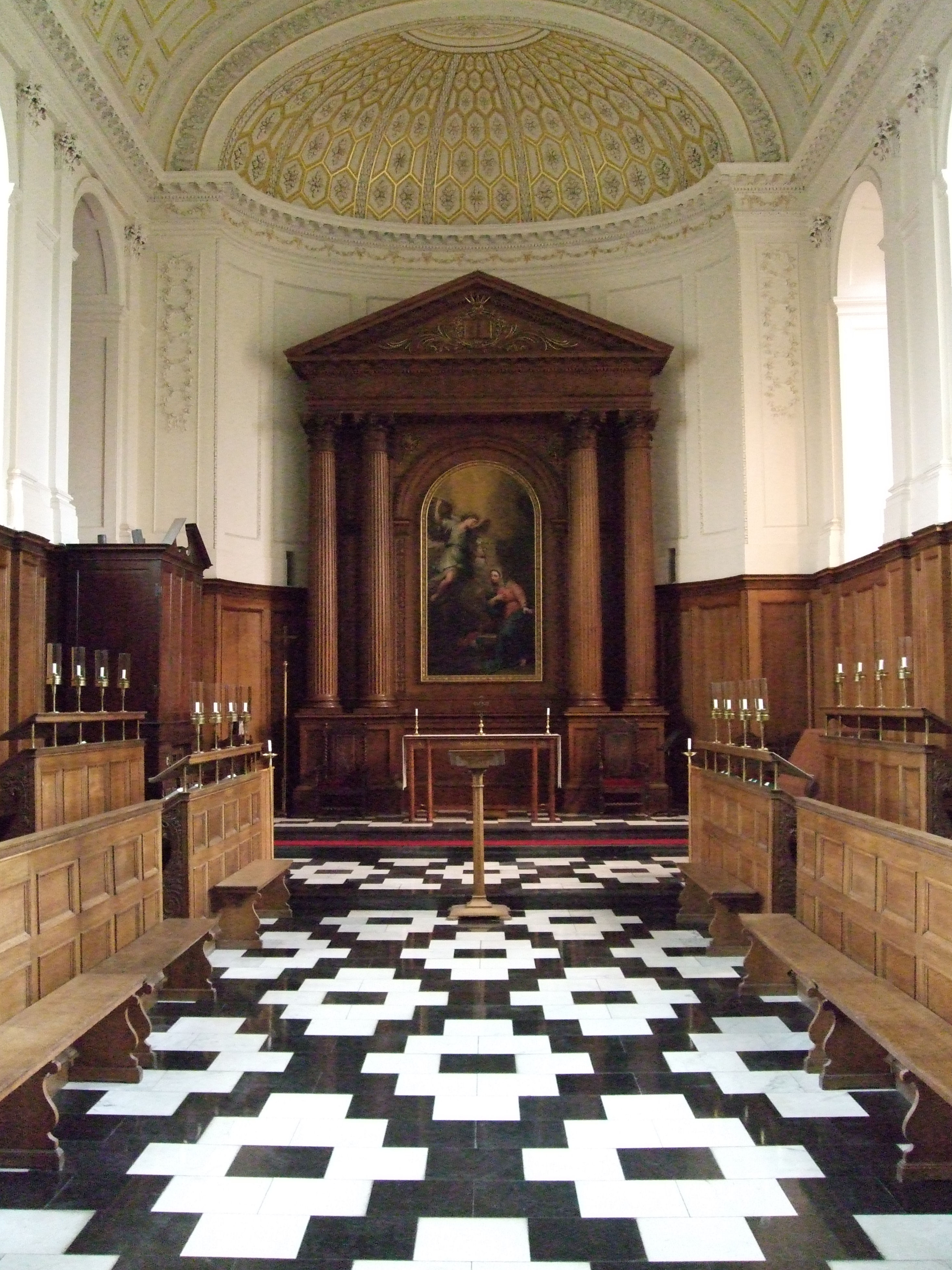
Die College Chapel
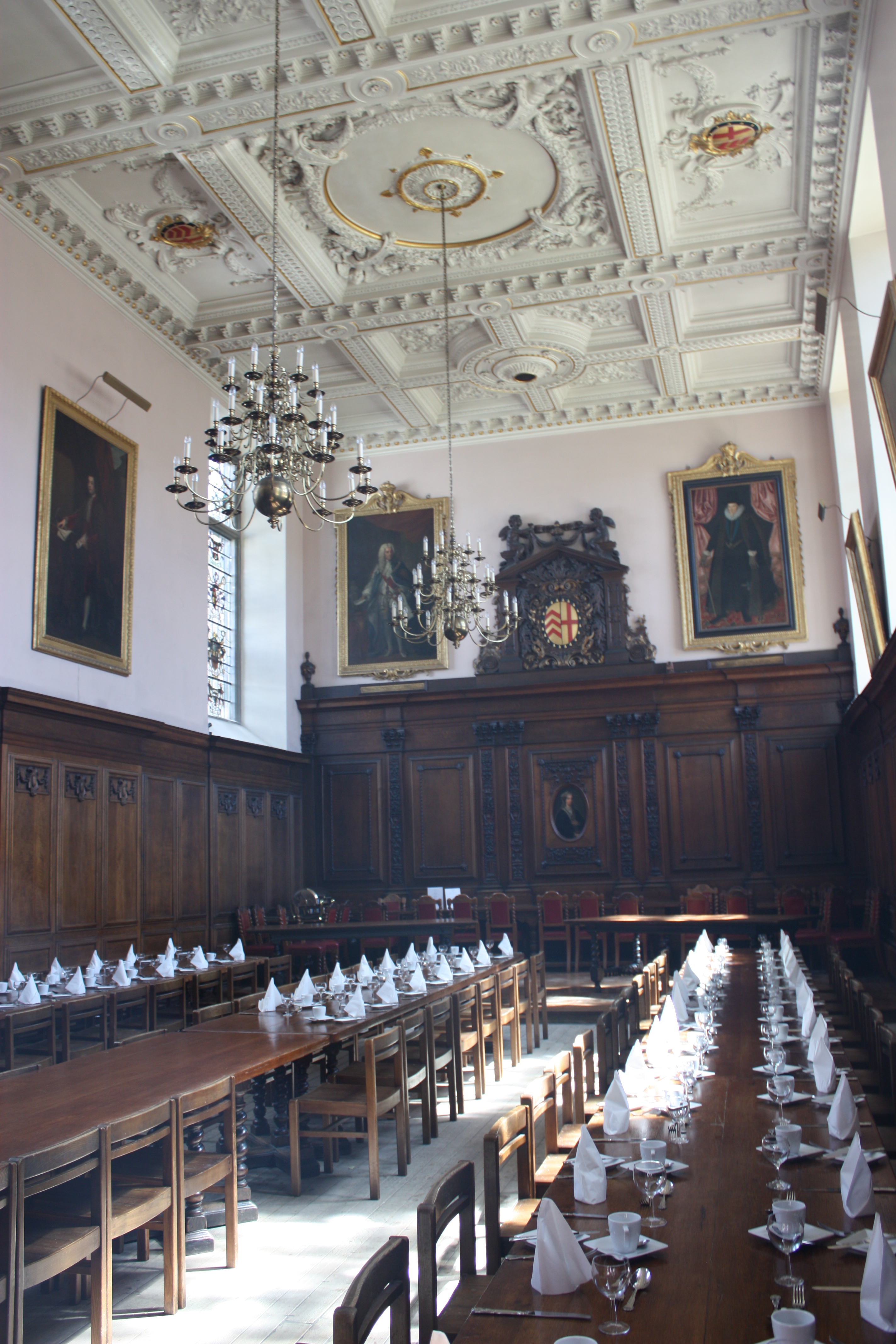
Great Hall des Clare College
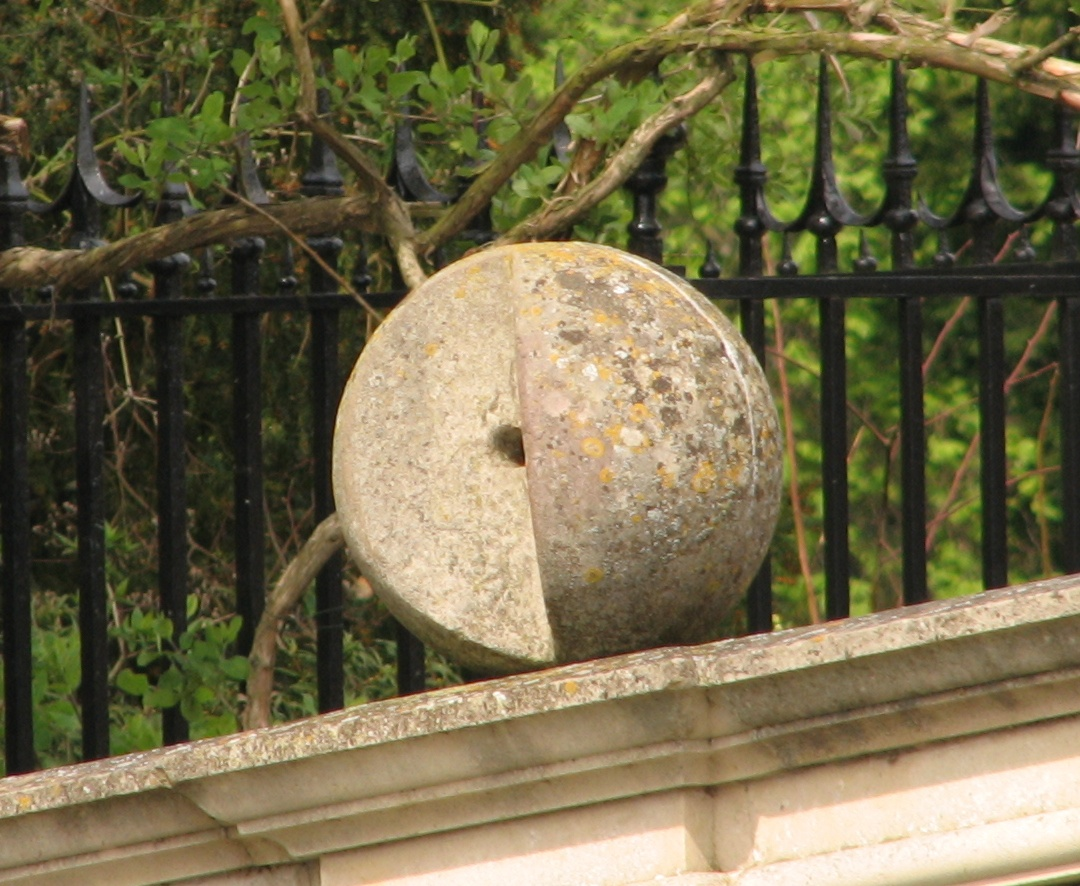
Das fehlende Stück an der Clare Bridge
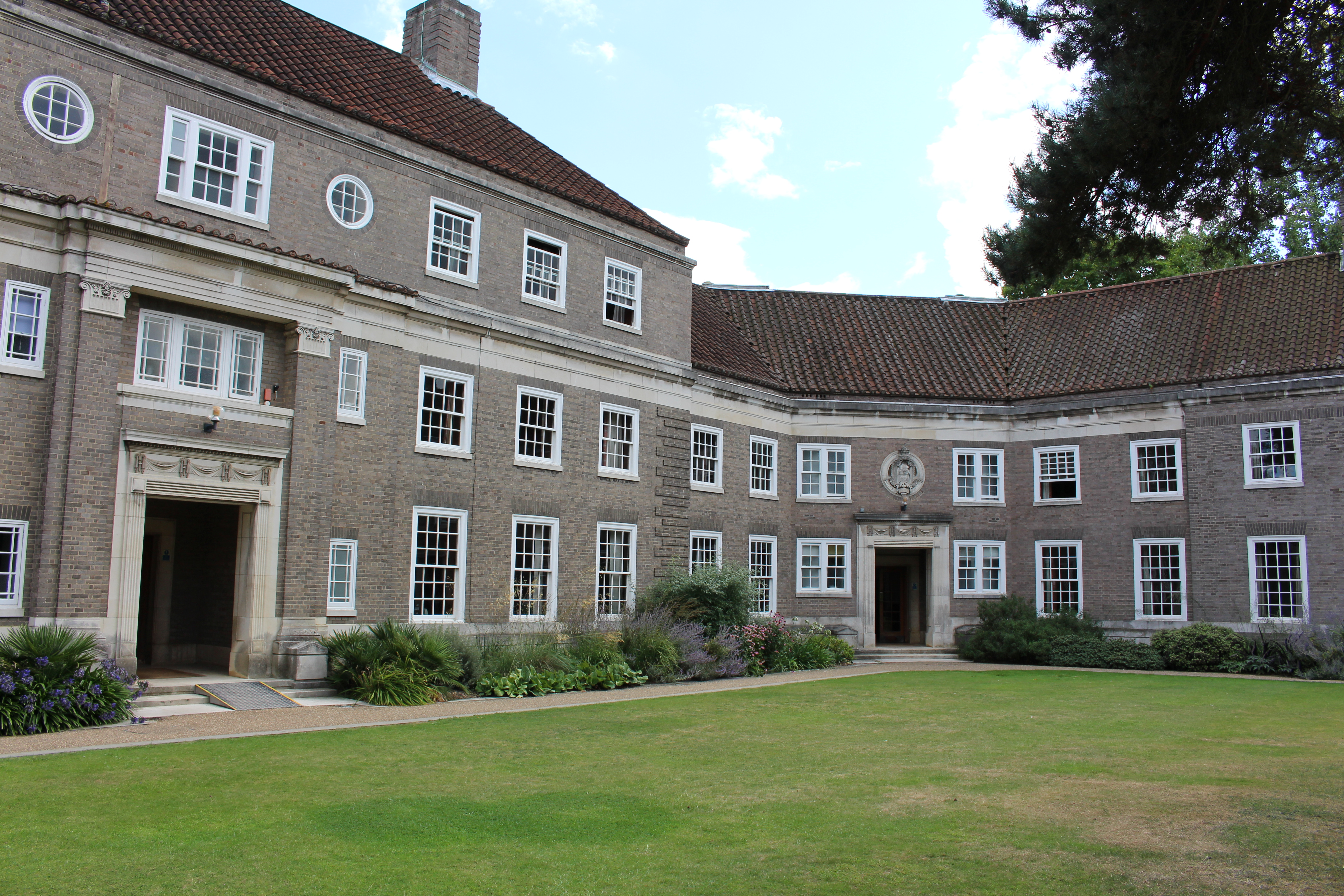
Der Memorial Court
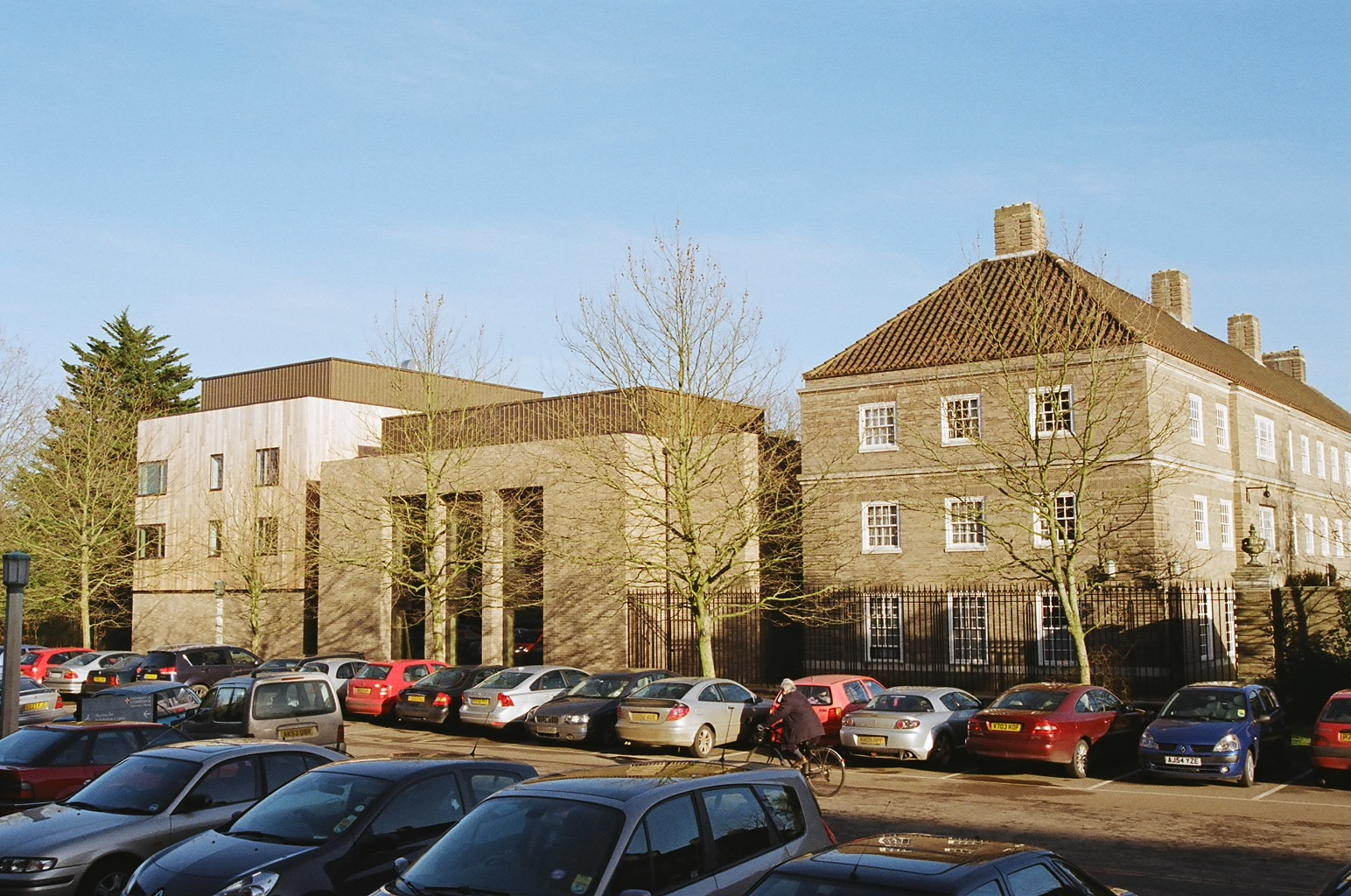
Der Lerner Court
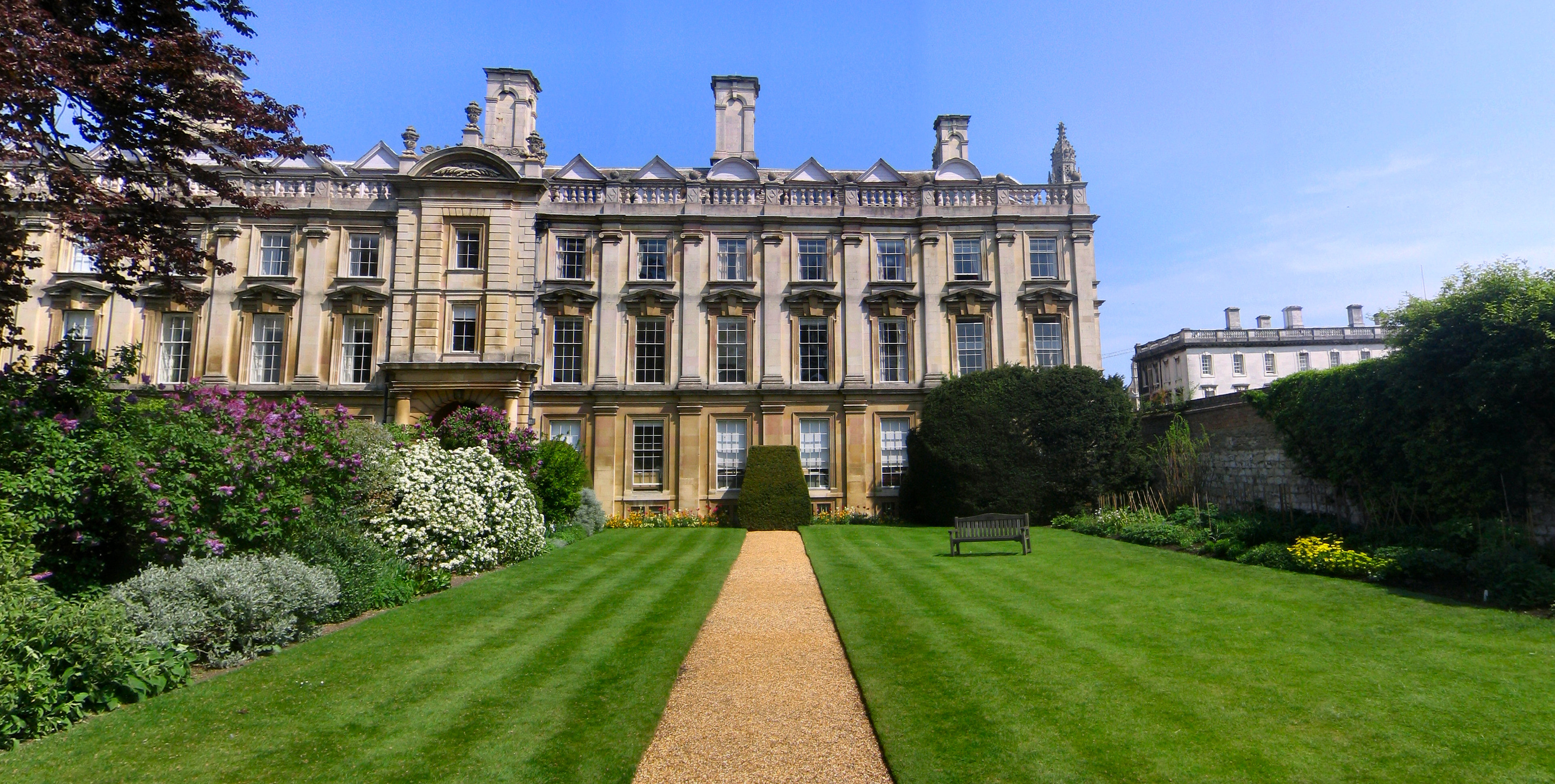
Der Scholars’ Garden
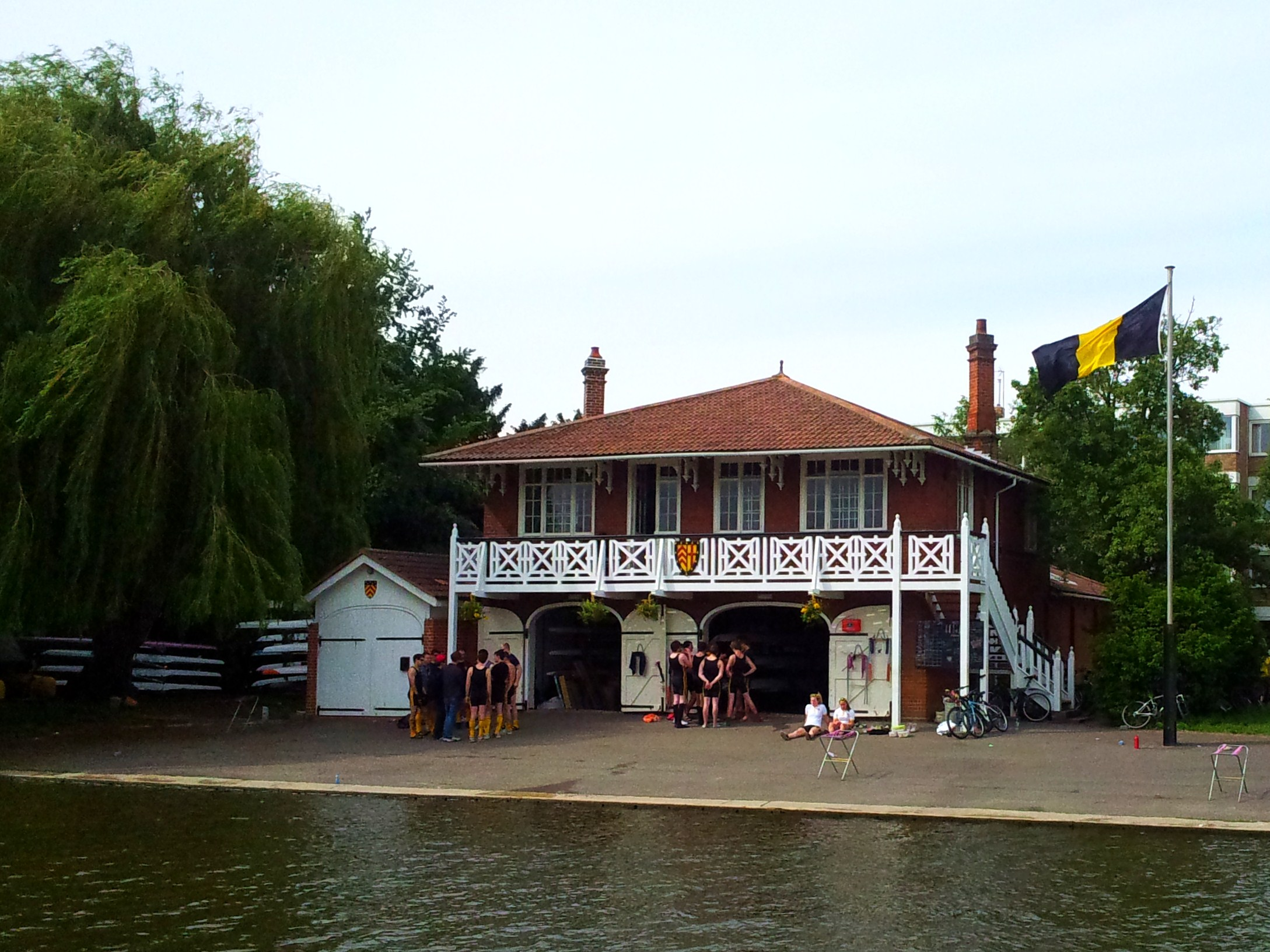
Das Bootshaus des Clare College

## Leben im College
Das Clare College ist als sehr fortschrittlich und liberal bekannt. Mit zwei der anderen Colleges zusammen erlaubte das Clare College 1972 als Wegbereiter die Aufnahme von weiblichen Studenten. In dieser Tradition genießt das Clare College heute großes Ansehen für die Transparenz des Aufnahmeverfahrens für neue Studenten und Studentinnen. Das College ist ebenso bekannt dafür, eines der musikalischsten in Cambridge zu sein. Der Choir of Clare College, Cambridge ist international anerkannt und wurde geleitet von renommierten Dirigenten wie John Rutter. Während des Semesters kann man Auftritte dieses Chores jeden Dienstag, Donnerstag und Sonntag kostenlos miterleben, beim öffentlichen sog. Evensong, einem Gottesdienst, der stark musikalisch geprägt ist. Im College Orchester spielen einige der besten jungen Musiker des Landes.
Die Studentenzeitung des Clare Colleges, „Clareification“, wurde 2005 als „Best University College Paper“ ausgezeichnet und wird von Studenten anderer Colleges ebenfalls gelesen. Besonderes landesweites öffentliches Interesse erregte die Ausgabe vom 2. Februar 2007 mit dem Titel „Crucification“, in welcher neben den üblichen satirischen Attacken auf christliche Inhalte zusätzliche satirische Texte über den Islam und die Mohammed-Karikaturen des Jyllands-Posten vom September 2005 nachgedruckt wurden. Das Clare College distanzierte sich umgehend von dieser Ausgabe und strich bis auf weiteres die finanzielle Unterstützung.

## Zahlen zu den Studierenden
Im Dezember 2022 waren 750 Studierende am Clare College eingeschrieben. Davon strebten 484 (64,5 %) ihren ersten Studienabschluss an, sie waren also undergraduates. 266 (35,5 %) arbeiteten auf einen weiteren Abschluss hin, sie waren postgraduates. 2020 waren es 809 Studierende gewesen, davon 282 im weiterführenden Studium, 2021 insgesamt 793.

## Bekannte Absolventen
- Peter Ackroyd, Autor
- Anthony Appiah, Philosoph

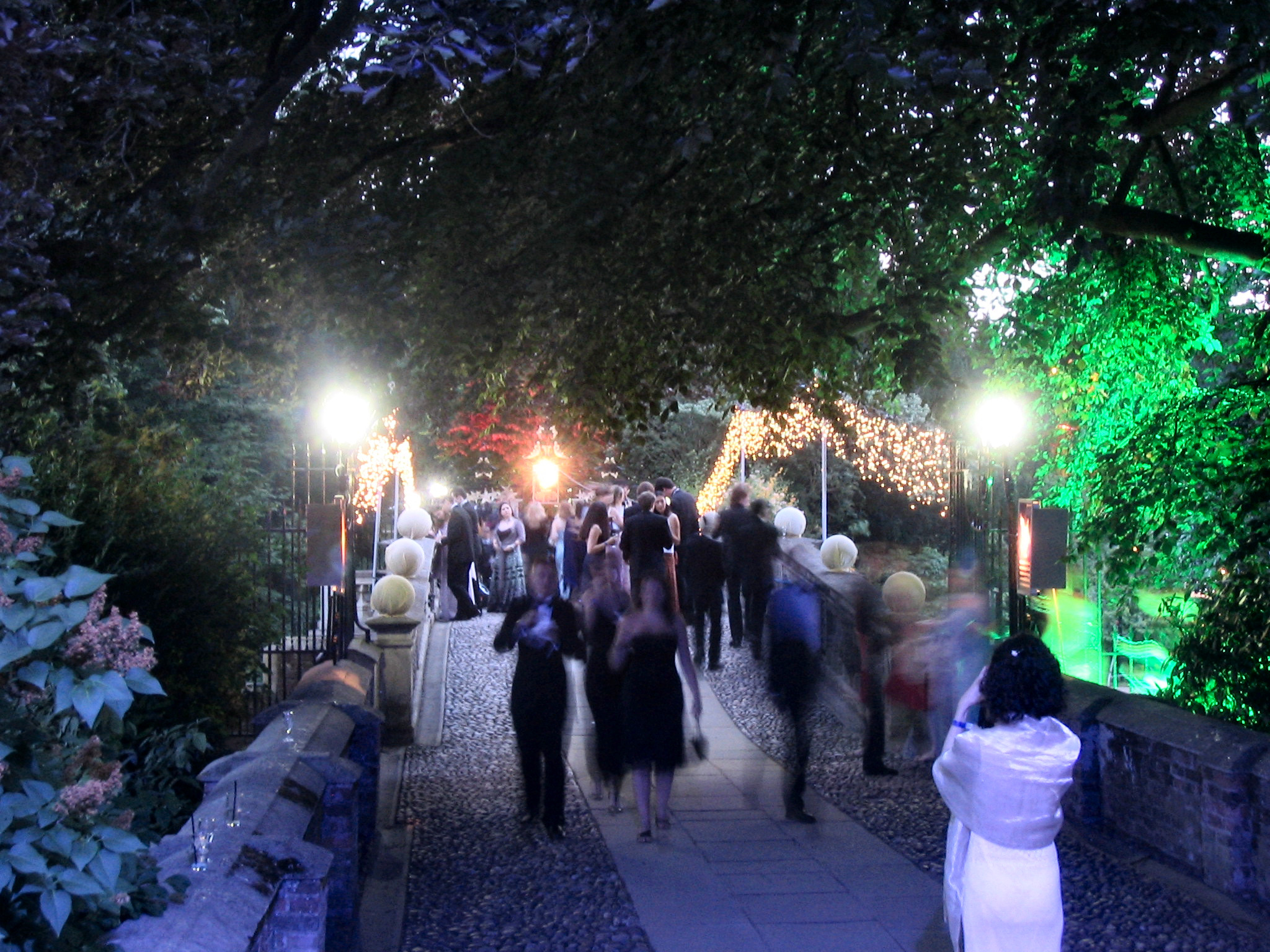
Clare ist eines der wenigen Colleges, das einen jährlichen „Maiball“ ausrichtet

- Eric Ashby, Baron Ashby of Brandon, Botaniker und Naturwissenschaftler, Master des Colleges 1959–1967, Vize-Kanzler der Universität Cambridge 1967–1969, Gründer von Clare Hall, Cambridge
- Peter Asprey, Chorleiter, Gründer von Ensemble Illuminati und Stile Antico
- Edward Atkinson, Master des Colleges 1856–1915, Vize-Kanzler der Universität Cambridge 1862–1863
- Sir David Attenborough, Naturforscher
- John Baker, Baron Baker, Wissenschaftler und Ingenieur
- Amiya Charan Banerjee, Mathematiker, Vize-Kanzler der Allahabad University 1953–1955
- Sabine Baring-Gould, Schriftstellerin
- John Berryman, Schriftsteller
- Samuel Blythe, Master des Colleges 1678–1713, Vize-Kanzler der Universität Cambridge 1684–1685
- Ivor Bolton, Dirigent und Musikdirektor, Gründer der St James’s Baroque Players, Begründer und Musikalischer Direktor der Lufthansa Festival of Baroque Music, Dirigent der Bayerischen Staatsoper, Dirigent des Mozarteum
- Sir John Boyd, Master des Churchill College 1996–2006
- Harvey Brough, Musiker und Komponist, Gründer von Harvey and the Wallbangers
- Hector Munro Chadwick, Sprachwissenschaftler und Historiker
- Nicholas Collon, Musiker, Co-Gründer des Aurora Orchestra und Cappella Artois
- Charles Cornwallis, 1. Marquess Cornwallis, britischer General im Amerikanischen Unabhängigkeitskrieg
- Christian Coulson, Schauspieler
- Ralph Cudworth, Philosoph und Theologe, führender Vertreter der Cambridger Platoniker, Master des Colleges 1644–1650
- Richard Egarr, Cembalist und Pianist, Musikalischer Direktor der Academy of Ancient Music
- Sir Geoffrey Rudolph Elton, Historiker
- Nicholas Ferrar, Religiöser Anführer
- William Dodd, Geistlicher und Literat
- Mansfield Duvall Forbes, Historiker
- Trent Ford, Schauspieler und Model
- Henry Louis Gates, Jr., Literatur- und Kulturwissenschaftler
- Sir Harry Godwin FRS, Botaniker und Ökologe
- John Guy, Historiker
- Nicholas Geoffrey Lemprière Hammond, Klassizist, Historiker und Archäologe
- David Howarth, Liberal Democrat MP für Cambridge
- James Rendel Harris, Theologe und Mathematiker
- Kit Hesketh-Harvey, Drehbuch- und Comicautor
- Sir Bob Hepple, QC, FBA, Anwalt, Master des Colleges 1993–2003
- Thomas McKenny Hughes, Geologe
- Tim Hunt, Biochemiker
- Robert Key, Conservative MP
- Matt Kirshen, Stand-up comedian
- Tess Knighton, Musikwissenschaftler
- Hugh Latimer, Kaplan von Henry VIII, Bischof von Worcester and Märtyrer
- Randy Lerner, amerikanischer Industrieller
- Kurt Lipstein Rechtswissenschaftler aus Deutschland, QC, Anwalt, Prof. für Rechtsvergleichung 1973–2006
- Peter Lilley, Conservative MP
- Tim Loughton, Conservative MP
- Ben Lumsden, Musiker und Komponist
- Andrew Manze, Violinist
- Paul Mellon, Stifter
- John Moore, Bischof von Ely 1707–1714
- Arthur Darby Nock, Klassischer Philologe und Religionswissenschaftler
- Sir Roger Norrington, Dirigent, Gründer der London Classical Players
- Matthew Parris, Rundfunksprecher, ehemaliger Conservative MP
- Sir Brian Pippard, erster Präsident von Clare Hall, Cambridge
- William Brian Reddaway, Ökonom
- Geoffrey Robinson, Politiker, Abgeordneter der Labour Party
- George Ruggle, Philologe und Dramatiker
- John Rutter, Komponist, Dirigent
- Cecil Sharp, Folklorist and Ethnologe
- Siegfried Sassoon, Kriegs-Schriftsteller
- Frank Schirrmacher, Mitherausgeber der Frankfurter Allgemeinen Zeitung (F.A.Z.)
- Sir Nicholas John Shackleton FRS, Geologe
- Rupert Sheldrake, Wissenschaftler für paranormale Phänomene
- Ed Snow, Künstlername Skankhammer, Musiker, Liedermacher
- Richard Stilgoe, Liedermacher, Lyriker, Musiker
- Sam Swallow, Musiker und Liedermacher
- Harold McCarter Taylor, Historiker
- Richard Taylor, Independent Kidderminster Hospital and Health Concern MP
- Sir Henry Thirkill, Physiker, Master des Colleges 1939–1958
- Robin Ticciati, Dirigent, Pianist, Percussionist und Violinist, Mitbegründer des Aurora Orchestra, Musikalischer Direktor des Gävle Symphony Orchestra, Musikalischer Direktor des Glyndebourne on Tour
- John Tillotson, Erzbischof von Canterbury 1691–1694
- Richard Wainwright, Liberal MP
- Christopher Wandesford, Lord Deputy of Ireland 1640
- James D. Watson, Biochemiker und Nobelpreisträger
- Clive Wearing, Musiker und Musikwissenschaftler
- Abraham Whelock, Philologe und Orientalist
- William Whiston, Mathematiker und Theologe
- William Whitehead, Hofdichter 1757–1785
- Andrew Wiles, Mathematiker, Beweis von Fermats letztem Satz
- Rowan Williams, Erzbischof von Canterbury 2003–2012
- Michael Wills, Labour MP

## Leitung
Anthony (Tony) John Badger, Professor für Amerikanische Geschichte, leitete das College von 2003 bis 2014. Ab Oktober 2014 war Anthony Grabiner, Baron Grabiner der Master des Colleges. Er ging im Oktober 2021 in den Ruhestand; als seine Nachfolgerin wurde die Juristin Loretta Minghella gewählt.